# Bluegrass (film)
Bluegrass to amerykański telewizyjny dramat obyczajowy CBS zrealizowany w 1988 roku.

## Treść
Bluegrass to nazwa rozległych pastwisk w Kentucky. Rodzina Shipleighów to najwięksi hodowcy koni w tym regionie. Na ich farmie mieszka również pracownik Tom Sage (Gardner Hayes) z córką Maude (Cheryl Ladd). Pewnego wieczoru młody Lowell Shipleigh (Wayne Rogers) usiłuje zgwałcić Maude. Ojciec dziewczyny nadchodzi w porę, ale podczas szamotaniny z Lowellem gubi palącą się fajkę. Wybucha pożar i wiele koni ginie w płomieniach. Tom Sage popełnia samobójstwo.
Po 20 latach, Maude Sage, jako bogata wdowa, wraca do Kentucky i kupuje podupadłą stadninę koni. Przy pomocy Dancy Cutlera (Brian Kerwin) doprowadza ją do wzorowego stanu. Maude nie zapomniała co Lowell uczynił jej i jej ojcu. Wrogo do niej nastawiony jest także Lowell, który obecnie jako gubernator używa wszelkich dostępnych mu wpływów, by zaszkodzić Maude. Żona Lowella – Irene Shipleigh (Judith-Marie Bergan) ma romans z irlandzkim żigolakiem, Michaelem Fitzgeraldem (Anthony Andrews), a nad bezpieczeństwem czuwa zakochany w niej Dancy.
Sytuacja na farmie staje się napięta. Dancy zakochany jest w Maude, lecz ona widzi w nim tylko administratora swoich dóbr, natomiast sympatią darzy Michaela Fitzgeralda, kochanka Irene Shipleigh. Maude popada w kłopoty finansowe. Znany hodowca John Paul Jones (Mickey Rooney) pożycza jej milion dolarów pod warunkiem, że otrzyma dwa miliony w przypadku, gdy jej koń wygra wielki wyścig Derby Kentucky, natomiast gdyby przegrał – farma przechodzi na jego własność. Z polecenia Lowella Shipleigha, Michael Fitzgerald darowuje Maude śmiertelnie chorego konia, który może zagrozić całej stadninie i ją zrujnować. Dzięki przezorności Dancy'ego Cutlera perfidnie uknuty plan Lowella Shipleigha załamuje się. Maude w wielkim zdenerwowaniu oczekuje rozpoczęcia wyścigów, wyniki których zadecydują o jej losie.